# Glyphicnemis vulgaris
Glyphicnemis vulgaris là một loài tò vò trong họ Ichneumonidae.